# Asociación de Naciones de Asia Sudoriental
La Asociación de Naciones de Asia Sudoriental (en inglés: Association of Southeast Asian Nations o ASEAN) es una organización intergubernamental de estados del sudeste asiático creada el 8 de agosto de 1967 por cinco países: Tailandia, Indonesia, Malasia, Singapur y Filipinas. En la actualidad está integrada por 10 países de la región del sudeste asiático: Brunéi, Camboya, Filipinas, Indonesia, Laos, Malasia, Myanmar, Singapur, Tailandia, y Vietnam.
De acuerdo con el diario digital Expansión (Datos Macro), la habitan unos 646 millones de personas y su PIB anual es de 2,45 billones de euros, aunque otras fuentes apuntan a un PIB de 5,7 billones de dólares.
Los principales objetivos de la ASEAN son: acelerar el crecimiento económico y fomentar la paz y la estabilidad regional. La ASEAN ha establecido un foro conjunto con Japón, sostiene un acuerdo de cooperación con la Unión Europea (UE), y ha iniciado conversaciones para la cooperación comercial oficial con Unión Económica Euroasiática (UEE). Su sede principal se encuentra en Yakarta.
La ASEAN también se relaciona regularmente con otros países de la región Asia-Pacífico y de fuera de ella. Como socio principal de la Organización de Cooperación de Shanghái, la ASEAN mantiene una red global de alianzas y socios de diálogo y es considerada por muchos como una potencia mundial, la unión central para la cooperación en Asia-Pacífico, y una organización prominente e influyente. Participa en numerosos asuntos internacionales y alberga misiones diplomáticas en todo el mundo.

## Historia

### Fundación
La ASEAN fue precedida por una organización formada el 31 de julio de 1961 llamada Asociación de Asia Oriental (ASA), un grupo formado por Tailandia, Filipinas, y la Federación Malaya. La propia ASEAN se creó el 8 de agosto de 1967, cuando los  ministros de asuntos exteriores de cinco países: 
Indonesia, Malasia, Filipinas, Singapur y Tailandia, firmaron la Declaración de la ASEAN. Tal y como se recoge en la Declaración, los objetivos y propósitos de la ASEAN son acelerar el crecimiento económico, el progreso social y el desarrollo cultural de la región, promover la paz regional, la colaboración y la asistencia mutua en asuntos de interés común, prestarse asistencia mutua en forma de servicios de formación e investigación, colaborar para una mejor utilización de la agricultura y la industria con el fin de elevar el nivel de vida de la población, promover los «Estudios sobre el Sudeste Asiático» y mantener una cooperación estrecha y beneficiosa con las organizaciones internacionales existentes con objetivos y propósitos similares.
La creación de la ASEAN estuvo motivada por el miedo común al comunismo. El grupo alcanzó una mayor cohesión a mediados de la década de 1970, tras un cambio en el equilibrio de poder después del final de la guerra de Vietnam en 1975. El dinámico crecimiento económico de la región durante la década de 1970 fortaleció la organización, lo que permitió a la ASEAN adoptar una respuesta unificada a la invasión vietnamita de Camboya en 1979. La primera cumbre de la ASEAN, celebrada en Bali, Indonesia en 1976, tuvo como resultado un acuerdo sobre varios proyectos industriales y la firma de un Tratado de Amistad y Cooperación, y una Declaración de Concordia. El final de la Guerra Fría permitió a los países de la ASEAN ejercer una mayor independencia política en la región, y en la década de 1990, la ASEAN surgió como una voz principal en comercio regional y en cuestiones de seguridad.

### Expansión
El 7 de enero de 1984, Brunéi se convirtió en el sexto miembro de la ASEAN y el 28 de julio de 1995, tras el fin de la Guerra Fría, Vietnam se incorporó como séptimo miembro. Laos y Birmania se adhirieron dos años más tarde, el 23 de julio de 1997. Camboya iba a incorporarse al mismo tiempo que Laos y Myanmar, pero un golpe de Estado en 1997 y otra inestabilidad interna retrasaron su entrada. Posteriormente, se incorporó el 30 de abril de 1999 tras la estabilización de su gobierno.
En 2006, la ASEAN recibió estatus de observador en la Asamblea General de las Naciones Unidas. En respuesta, la organización concedió a la ONU el estatus de "socio de diálogo".

### La Carta de la ASEAN
El 15 de diciembre de 2008, los Estados miembros se reunieron en Yakarta para poner en marcha una carta, firmada en noviembre de 2007, para acercarse a "una comunidad al estilo de la UE". La carta convertía a la ASEAN en una entidad jurídica y pretendía crear una zona única de libre comercio para la región que englobaba a 500 millones de personas. El presidente de Indonesia Susilo Bambang Yudhoyono declaró: Se trata de un acontecimiento trascendental cuando la ASEAN se consolida, se integra y se transforma en una comunidad. Se logra mientras la ASEAN busca un papel más vigoroso en los asuntos asiáticos y mundiales en un momento en que el sistema internacional está experimentando un cambio sísmico. Refiriéndose al cambio climático y a la agitación económica, concluyó: El Sudeste Asiático ya no es la región amargamente dividida y desgarrada por la guerra que era en las décadas de 1960 y 1970.
La crisis financiera de 2008 se consideró una amenaza para los objetivos de la Carta, y también expuso la idea de una propuesta de organismo de derechos humanos que se debatiría en una futura cumbre en febrero de 2009. Esta propuesta causó controversia, ya que el organismo no tendría poder para imponer sanciones o castigar a los países que violaran los derechos de los ciudadanos y, por tanto, su eficacia sería limitada. El organismo se creó más tarde, en 2009, como Comisión Intergubernamental de Derechos Humanos de la ASEAN (AICHR). En noviembre de 2012, la comisión adoptó la Declaración de Derechos Humanos de la ASEAN.
Vietnam ocupó la presidencia de la ASEAN en 2020.

### Cumbre ASEAN 2020
La cumbre se celebró por videoconferencia para adaptarse al protocolo de la pandemia de COVID-19, presidida por el primer ministro de Vietnam, Nguyen Xuan Phuc. Al finalizar la cumbre se firmó un acuerdo comercial, la Asociación Económica Integral Regional (RCEP, por las iniciales en inglés), que será la mayor asociación comercial del mundo por los países que lo han suscrito, representando el 30% del PIB mundial y 2100 millones de consumidores.

## Logros
En enero de 1992, los miembros de la ASEAN acordaron establecer una zona de libre comercio y reducir las tarifas a productos no agrícolas durante un periodo de 23 años, que comenzó en 1993. La reunión de la ASEAN en julio de 1994 estableció el reconocimiento de la necesidad de relaciones internas más próximas.

██ ASEAN miembro pleno
██ País observador
██ País candidato
██ ASEAN más tres
███ Cumbre del Este Asia
██████ Foro regional

En 2008 contaba con 10 Estados miembros: los cinco países fundadores más Vietnam, Laos, Camboya, Brunéi y Birmania, un país candidato (Timor Oriental) y un país observador (Papúa Nueva Guinea). Junto con Japón, Corea del Sur y China, forman el foro denominado "ASEAN más Tres".
Recientemente, la ASEAN informó su intención de postularse para la elección de la sede de la Copa Mundial de Fútbol de 2030, para que sus diez miembros organicen en conjunto el campeonato y los más de setenta partidos correspondientes, pero el problema se centraría en los cupos habilitados para la confederación de fútbol asiática.
En 2015, tras cinco años de negociaciones la Asociación de Naciones de Asia Sudoriental acordó crear una Zona Bancaria Libre, donde los Estados miembros podrán firmar tratados bilaterales que permitan a sus bancos actuar en los territorios de su socio con los mismos derechos y flexibilidades operativas que tienen los bancos nacionales. Esto se da en el marco de los esfuerzos para crear una comunidad económica para final de ese año.
Según fuentes del FMI y del BM, la Asociación de Naciones de Asia Sudoriental está compuesta por países con economías emergentes que representan el 11% del PIB en Asia Pacífico, así mismo sus exportaciones y sus importaciones representan el 24% y el 23% respectivamente del producto interior bruto.
El primero de enero de 2016 entró en vigor el mercado único que permite la circulación de bienes, capitales y mano de obra, conformado por más de 600 millones de habitantes.
Además, Brunéi Darussalam, Indonesia, Malasia, Filipinas, Singapur, Tailandia y Vietnam pertenecen al Foro de Cooperación Económica Asia-Pacífico (APEC).

## Proyectos

### Plan Maestro de Comunicación de la ASEAN
Ministros del exterior de la ASEAN iniciaron el Plan Maestro de Comunicación de la ASEAN (ACPM) el 11 de noviembre de 2014.
El ACPM provee un marco para comunicar el carácter, estructura, y la visión general de la ASEAN y de la comunidad de las 
audiencias claves en la región y alrededor del mundo. El plan busca demostrar la relevancia y beneficios de la ASEAN a través de comunicados de buena calidad y basados en los hechos, a la vez que reconoce que la comunidad ASEAN es única y diferente de otros modelos de integración de países.

### Plan de seguridad de la ASEAN
La convención antiterrorista de la ASEAN (ACCT) sirve como un marco regional para la cooperación dirigida a enfrentar, prevenir y suprimir el terrorismo y profundizar la cooperación antiterrorista.
El ACCT fue firmado por líderes de la ASEAN en el año 2007. El sexto país miembro de la ASEAN, Brunéi, lo ratificó el 28 de abril de 2011 y el 27 de mayo de 2011 la convención entró en vigor. Malasia se convirtió en el décimo país miembro en ratificar el ACCT el 11 de enero de 2013.

## Relaciones internacionales
La ASEAN mantiene una red mundial de alianzas y participa en numerosos asuntos internacionales. 
En 1993 se creó el Foro Regional de la ASEAN, sobre cuestiones políticas y de seguridad, en el que participan numerosas potencias como la República Popular China, Estados Unidos, Japón, Rusia o la Unión Europea. 
La ASEAN participa en calidad de invitado asistente en la Organización de Cooperación de Shanghái. 
La ASEAN Plus Three (APT), es decir, la ASEAN más tres (China, Corea del Sur y Japón), es un proceso de cooperación con Asia Oriental iniciado en una cumbre informal de 1997 (Malasia), institucionalizado en la APT de 1999 (Manila) y confirmado en la APT de 2007 (Singapur) como el principal instrumento a largo plazo para construir una comunidad del este de Asia, con la ASEAN como fuerza motriz. 
En la cumbre APT de 2004 (Vientián, Laos) se acordó organizar la Cumbre de Asia Oriental (East Asia Summit, EAS), un foro anual panasiático en el que participan la APT más India, Australia y Nueva Zelanda (ASEAN Plus Six, es decir, ASEAN más seis). La primera EAS se celebró el 14 de diciembre de 2005 en Kuala Lumpur. En 2011 se amplió a Estados Unidos y a Rusia (ASEAN Plus Eight, es decir, ASEAN más ocho). Las EAS se celebran tras las reuniones anuales de la ASEAN y juegan un papel importante en la arquitectura regional de Asia-Pacífico.

### Estados miembros
| Band.                | Esc. | Nombre    | Capital             | Población   | Superficie (km²) | Moneda            | Densidad | UTC        | Idiomas oficiales                     |
| -------------------- | ---- | --------- | ------------------- | ----------- | ---------------- | ----------------- | -------- | ---------- | ------------------------------------- |
| Bandera de Brunéi    |      | Brunéi    | Bandar Seri Begawan | 474 800     | 5,765            | Dólar de Brunéi   | 65/km²   | +8         | Malayo                                |
| Bandera de Camboya   |      | Camboya   | Nom Pen             | 16 131 000  | 181,035          | Riel camboyano    | 78/km²   | +7         | Camboyano                             |
| Bandera de Filipinas |      | Filipinas | Manila              | 110 574 614 | 300,030          | Peso filipino     | 295/km²  | +8         | Filipino, inglés                      |
| Bandera de Indonesia |      | Indonesia | Yakarta             | 275 960 000 | 1,904,569        | Rupia indonesia   | 113/km²  | +7, +8, +9 | Indonesio                             |
| Bandera de Laos      |      | Laos      | Vientián            | 7 758 000   | 236,800          | Kip               | 24/km²   | +7         | Laosiano                              |
| Bandera de Malasia   |      | Malasia   | Kuala Lumpur        | 32 671 000  | 323,847          | Ringgit           | 72/km²   | +8         | Malayo                                |
| Bandera de Birmania  |      | Myanmar   | Naipyidó            | 55 745 000  | 676,578          | Kyat              | 81/km²   | +6:30      | Birmano                               |
| Bandera de Singapur  |      | Singapur  | Singapur            | 5 680 600   | 708              | Dólar de Singapur | 6619/km² | +8         | Malayo, chino mandarín, inglés, tamil |
| Bandera de Tailandia |      | Tailandia | Bangkok             | 70 470 000  | 515,115          | Baht tailandés    | 126/km²  | +7         | Tailandés                             |
| Bandera de Vietnam   |      | Vietnam   | Hanói               | 100 222 000 | 331,690          | Đồng vietnamita   | 248/km²  | +7         | Vietnamita                            |